# Temixco
Temixco est une ville de l'agglomération de Cuernavaca-Jiutepec au Mexique, dans l'État de Morelos. Elle est située à 7 km du centre-ville de Cuernavaca, à 70 km de Mexico, à 25 km de Tepoztlán.

## Histoire
Le 2 janvier 2016, la maire de Temixco, Gisela Mota Ocampo, est assassinée à son domicile par un groupe armé, un jour après son investiture.